# Rubén Adán González
Rubén Adán González, vollständiger Name Rubén Adán González Acosta, (* 17. Juli 1939 in Montevideo) ist ein ehemaliger uruguayischer Fußballspieler.

## Spielerlaufbahn

### Verein
Defensivakteur González gehörte von 1957 bis 1963 dem Kader des montevideanischen Vereins Nacional in der Primera División an. 1964 ist sowohl eine Station bei Vélez Sársfield als auch dei den Boca Juniors verzeichnet. Für den letztgenannten Klub war er auch im Folgejahr aktiv. 1966 kehrte er zu Nacional zurück. In den Zeiten seiner Vereinszugehörigkeit zu den Bolsos gewannen diese 1957, 1963 und 1966 den Landesmeistertitel. 1965 wurde er mit den Boca Juniors Argentinischer Meister.

### Nationalmannschaft
González war auch Mitglied der A-Nationalmannschaft Uruguays, für die er zwischen dem 2. Mai 1959 und dem 15. August 1962 elf Länderspiele absolvierte. Ein Länderspieltor erzielte er dabei nicht. Mit der Celeste nahm er 1959 an der zweiten Ausspielung der Südamerikameisterschaft im Dezember jenes Jahres in Ecuador teil, bei der er in vier Begegnungen zum Titelgewinn der Uruguayer beitrug. Auch an der Weltmeisterschaft 1962 wirkte er auf uruguayischer Seite mit. Dort kam er aber in keinem der drei Gruppenspiele zum Einsatz.

### Erfolge
- Südamerikameister 1959
- 3× Uruguayischer Meister 1957, 1963, 1966
- 1× Argentinischer Meister 1965